# Распятие (Микеланджело)
Распятие церкви Санто-Спирито (итал. Crocifisso di Santo Spirito) — деревянное распятие, созданное Микеланджело в 1492 году. Это распятие было вырезано для алтаря церкви Санто-Спирито во Флоренции.
Известны также другие распятия, автором которых считают Микеланджело — Распятие Галлино и Монсерратское распятие.

## История создания
После смерти Лоренцо Медичи Микеланджело, который до этого жил во дворце Медичи, вернулся домой. Именно в это время он основал анатомические штудии в больнице при монастыре Санта Мария-дель-Санто-Спирито (итал. Santa Maria del Santo Spirito). Вазари об этом пишет так: «Для церкви Санто-Спирито во Флоренции он сделал деревянное Распятие, которое теперь стоит над полукругом главного алтаря, — так он хотел отблагодарить настоятеля, который позволил ему пользоваться помещением, где он часто вскрывал мертвые тела, изучая анатомию и закладывая тем самым основы совершенства в рисунке, которого он достиг потом». Это раннее произведение (Микеланджело тогда было семнадцать лет) считалось утраченным до 1962 года, когда оно было найдено. После этого начались споры о подлинности распятия, пока в 2001 году исследователи не пришли к выводу, что это — произведение Микеланджело.
Некоторое время распятие хранилось в доме Буонарроти, сейчас — в церкви Санто-Спирито.

## Описание
Распятого Христа художник изобразил обнаженным, так как перед казнью воины поделили его одежду, о чем упоминается в Евангелии от Иоанна (Ин. 19:23, 24).
На табличке над Христом написаны слова: Иисус Назорей, Царь Иудейский (Ин. 19:19).
По мнению же Эрика Шильяно, у Иисуса «мягкие, сглаженные линии, готическая симметрия, деликатная красота и наивные пропорции не имеют ничего общего с мощными (…) фигурами даже его ранних работ из камня».
Это распятие упоминается в биографическом романе К. Шульца «Камень и боль»:
(...) распятие прекрасное! Надо, чтоб люди молились только перед прекрасными распятиями (...), потому что красота должна идти рука об руку с благочестием, нельзя хорошо молиться перед уродливыми изображениями...